# (418) Alemannia
(418) Alemannia ist ein Asteroid des mittleren Hauptgürtels, der am 7. September 1896 vom deutschen Astronomen Max Wolf an seiner Privatsternwarte in Heidelberg bei einer Helligkeit von 12 mag entdeckt wurde.
Der Asteroid ist benannt nach der Heidelberger Burschenschaft Allemannia Heidelberg. Die Benennung erfolgte 1901 auf Wunsch des Entdeckers durch den Berliner Astronomen Adolf Berberich (1861–1920).

## Wissenschaftliche Auswertung
Mit Daten radiometrischer Beobachtungen im Infraroten mit der Infrared Telescope Facility (IRTF) am Mauna-Kea-Observatorium auf Hawaiʻi vom 19. Dezember 1980 wurden für (418) Alemannia erstmals Werte für den Durchmesser und die Albedo von 35 km und 0,13 bestimmt. Aus Ergebnissen der IRAS Minor Planet Survey (IMPS) wurden 1992 Angaben zu Durchmesser und Albedo für zahlreiche Asteroiden abgeleitet, darunter auch (418) Alemannia, für die damals Werte von 34,1 km bzw. 0,19 erhalten wurden. Eine Auswertung von Beobachtungen durch das Projekt NEOWISE im nahen Infrarot führte 2011 zu vorläufigen Werten für den Durchmesser und die Albedo im sichtbaren Bereich von 45,4 km bzw. 0,11. Nachdem die Werte nach neuen Messungen mit NEOWISE 2012 auf 33,0 km bzw. 0,20 geändert worden waren, wurden sie 2014 auf 40,3 km bzw. 0,24 korrigiert.
Eine spektroskopische Untersuchung von 820 Asteroiden zwischen November 1996 und September 2001 am La-Silla-Observatorium in Chile ergab für (418) Alemannia eine taxonomische Klassifizierung als X-Typ.
Photometrische Messungen des Asteroiden fanden erstmals statt vom 16. bis 18. September 1985 am La-Silla-Observatorium. Die aufgezeichnete Lichtkurve ließ eine Auswertung zu Rotationsperioden von 23,28 h oder ½, ⅓ oder ¼ dieses Wertes zu. Als wahrscheinlichster Wert davon wurden 5,82 h angenommen. Eine neue Beobachtung am 27. und 28. Januar 1998 am Observatorium der United States Air Force Academy in Colorado konnte jedoch keinen dieser Werte bestätigen, sondern führte zu einer Rotationsperiode von 4,680 h, was etwa 1⁄5 von 23,28 h darstellt.
Auch weitere photometrische Messungen konnten dieses Ergebnis bestätigen: Vom 11. bis 20. September 2016 am Northwest Indiana Robotic Observatory der Purdue University Northwest in Indiana (abgeleitete Periode 4,760 h), vom 18. August bis 11. September 2017 während fünf Nächten am Etscorn Campus Observatory in New Mexico (abgeleitete Periode 4,672 h) sowie vom 8. bis 17. September 2017 während drei Nächten am Organ Mesa Observatory in New Mexico (abgeleitete Periode 4,763 h).
Aus archivierten Daten des Asteroid Terrestrial-impact Last Alert System (ATLAS) aus dem Zeitraum 2015 bis 2018 wurde in einer Untersuchung von 2020 mit der Methode der konvexen Inversion erstmals ein dreidimensionales Gestaltmodell des Asteroiden für eine Rotationsachse mit retrograder Rotation und einer Periode von 4,67211 h berechnet. Mit dem Weltraumteleskop Transiting Exoplanet Survey Satellite (TESS) konnten während dessen Durchmusterung des Südhimmels 2018 bis 2019 auch Objekte des Sonnensystems beobachtet werden. Dabei wurden auch die Lichtkurven von fast 10.000 Asteroiden aufgezeichnet. Für (418) Alemannia wurde aus Messungen etwa vom 8. Januar bis 1. Februar 2019 eine Rotationsperiode von 4,67226 h erhalten.
Zwischen 2012 und 2018 wurden mit der All-Sky Automated Survey for Supernovae (ASAS-SN) auch photometrische Daten von 20.000 Asteroiden aufgezeichnet. Auf mehr als 5000 davon konnte erfolgreich die Methode der konvexen Inversion angewendet werden, darunter auch (418) Alemannia, für die in einer Untersuchung von 2021 ein verbessertes dreidimensionales Gestaltmodell für zwei alternative Rotationsachsen mit retrograder Rotation und einer Periode von 4,67209 h berechnet wurde. Aus den Daten von ATLAS konnte in einer Untersuchung von 2022 mit der Methode der konvexen Inversion noch einmal eine Rotationsperiode von 4,67207 h bestimmt werden.